# Sofie Bardrum
Sofie Bardrum (født 3. april 1996 i Bagsværd, Danmark) er en kvindelig dansk håndboldspiller der spiller for den slovenske klub RK Krim Ljubljana, som stregspiller.
Hun har tidligere spillet for NFH, hvor hun skiftede til fra Ajax København som hun havde spillet for siden sommeren 2018, efter fire år i Gudme HK på Fyn. Hun stod noteret for i alt 79 mål i Bambusa Kvindeligaen 2020-21.
Bardrum forlængede i april 2021 sin kontrakt med Ajax København, yderligere en sæson. Hun skrev i december 2021 under på en to-årig kontrakt med Nykøbing Falster Håndboldklub, gældende fra sommeren 2022. Bardrum skiftede i sommeren 2025 til den slovenske traditionsklub RK Krim Ljubljana.